# Rzeczownik odczasownikowy w języku angielskim
Gerund w języku angielskim – zastosowanie czasownika z końcówką -ing w języku angielskim.

## Funkcja formy -ing
Forma -ing może pełnić funkcję:
- czasownika: He is smoking a pipe → On pali fajkę.
- imiesłowu przymiotnikowego czynnego: A smoking cigarette left on the grass may cause enormous herm → Palący się papieros zostawiony na trawie może wyrządzić olbrzymie szkody.
- rzeczownika odsłownego: Smoking may cause a cancer → Palenie może spowodować raka.

## Formy wyrazu z -ing
Wyraz z -ing może mieć następujące formy:
- prostą: He`s hitchhiking to Westward Ho! now → On teraz jedzie stopem do Westward Ho!
- prostą w liczbie mnogiej: mixed feelings
- bierną: He is being operated on → Operują go.
- przeczącą He was fined for not using safety belts → On dostał mandat za nieużywanie pasów bezpieczeństwa.
- przeszłą: Having left that preposterous meeting, I was so angry that I had to take a long walk → Opuściwszy to żałosne zebranie byłem tak wściekły, że musiałem sobie zrobić długi spacer.
- przeszłą bierną: She's angry at having been left out → Ona jest zła, że ją pominięto.

## Użycie formy -ingw czasach
Forma -ing jest używana we wszystkich czasach postępujących (Progressive / Continuous): At midday tomorrow I`ll be sunbathing in St Ives → Jutro w południe będę się opalać w St Ives.

## Forma z -ingpo czasowniku
Istnieje grupa czasowników, po których występuje czasownik w formie z -ing zamiast bezokolicznika: I enjoy travelling. Forma ta występuje po takich czasownikach jak m. in.
| admit     | appreciate    | avoid     | consider   |
| delay     | deny          | detest    | dislike    |
| endure    | enjoy         | escape    | excuse     |
| face      | fancy         | feel like | finish     |
| forgive   | give up       | imagine   | involve    |
| keep (on) | leave off     | mention   | mind       |
| miss      | practise      | put off   | resist     |
| risk      | (can't) stand | suggest   | inderstand |

Niektóre czasowniki mogą występować zarówno z bezokolicznikiem jak i formą -ing. Są to m. in:
| advise   | allow  | can't bear | begin  |
| continue | forbid | forget     | go on  |
| hate     | hear   | intend     | love   |
| permit   | prefer | propose    | regret |
| remember | see    | start      | stop   |
| try      | watch  |            |        |

Niekiedy zmiana czasownika z bezokolicznika na -ing może zmienić znaczenie zdania.
- Remember i forget z czasownikami w z -ing oznaczają zdarzenie w przeszłości" I still remember smoking my first cigarette. If only I had known what I was doing... → Cięgle pamiętam, jak zapaliłem pierwszego papierosa. Gdybym wtedy wiedział co robię... Remember + bezokolicznik informuje o teraźniejszości: Remember to buy flowers → Pamiętaj aby kupić kwiaty.
- try + -ing wyraża czynność, którą wykonuje się, aby zobaczyć rezultat. You can`t open the door? Try using another key → Nie możesz otworzyć drzwi? Spróbuj drugim kluczem. try + bezokolicznik wyraża wysiłek, trudność: I tried to open the door, but it wouldn`t go → Próbowałem otworzyć drzwi, ale nie ustąpiły.
- Czasownik stop ma różne znaczenia w zależności od formy po nim występującej. I stopped smoking → Przestałem palić, I stopped to zmoke → Zatrzymałem się, by zapalić.

## Konstrukcje zdaniowe formą -ing
Konstrukcje z formą gerund również mogą zastąpić zdanie podrzędne. Istnieje kilka ich typów:
- Gerund jako podmiot: Her being obstinate  is rather an advantage in her work → Jej upór jest raczej zaletą w jej pracy[4].
- Rzeczownik + gerund[4]: There was no hope of our getting the tickets → Nie było nadziei, byśmy mogli dostać bilety.
- Przyimek + gerund[4]: Before flying to Plymouth I had some calls to make → Przed wylotem do Plymouth miałem kilka telefonów do wykonania.
- Czasownik / przymiotnik + przyimek + gerund[4]: He objects to my smoking → On ma mi za złe, że palę.
- Czasownik + gerund[4]: He admitted having taken the money → Przyznał się, że wziął pieniądze.